# Bazentin
Bazentin és un municipi francès situat al departament del Somme i a la regió dels Alts de França. L'any 2007 tenia 71 habitants.

## Demografia

### Població

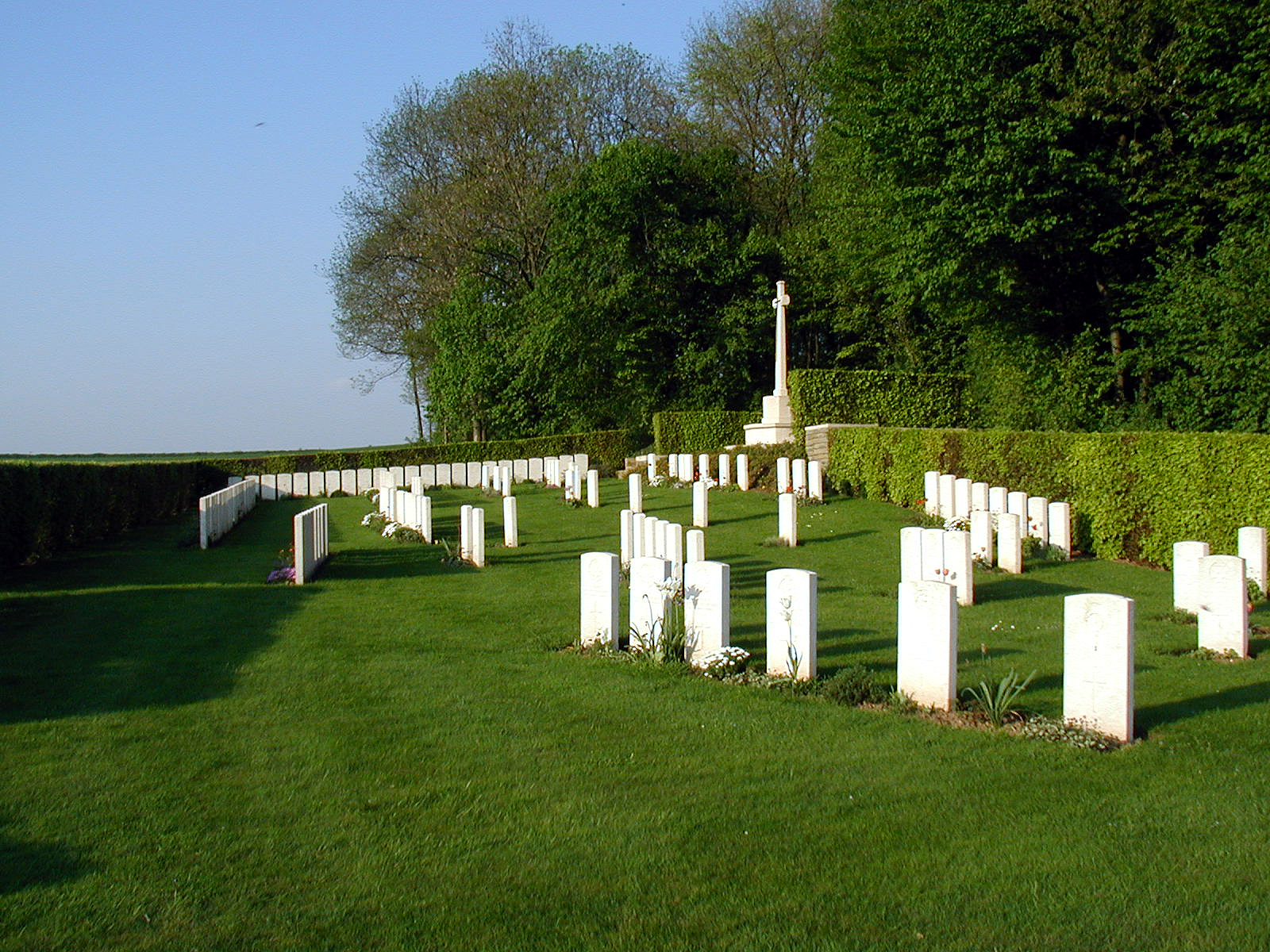
Cementiri de la primera guerra mundial

El 2007 la població de fet de Bazentin era de 71 persones. Hi havia 29 famílies de les quals 11 eren unipersonals (4 homes vivint sols i 7 dones vivint soles), 4 parelles sense fills, 7 parelles amb fills i 7 famílies monoparentals amb fills.
La població ha evolucionat segons el següent gràfic:
Habitants censats

### Habitatges
El 2007 hi havia 37 habitatges, 32 eren l'habitatge principal de la família, 3 eren segones residències i 2 estaven desocupats. Tots els 37 habitatges eren cases. Dels 32 habitatges principals, 30 estaven ocupats pels seus propietaris i 2 estaven llogats i ocupats pels llogaters; 5 tenien dues cambres, 5 en tenien tres, 9 en tenien quatre i 13 en tenien cinc o més. 27 habitatges disposaven pel capbaix d'una plaça de pàrquing. A 19 habitatges hi havia un automòbil i a 12 n'hi havia dos o més.

### Piràmide de població

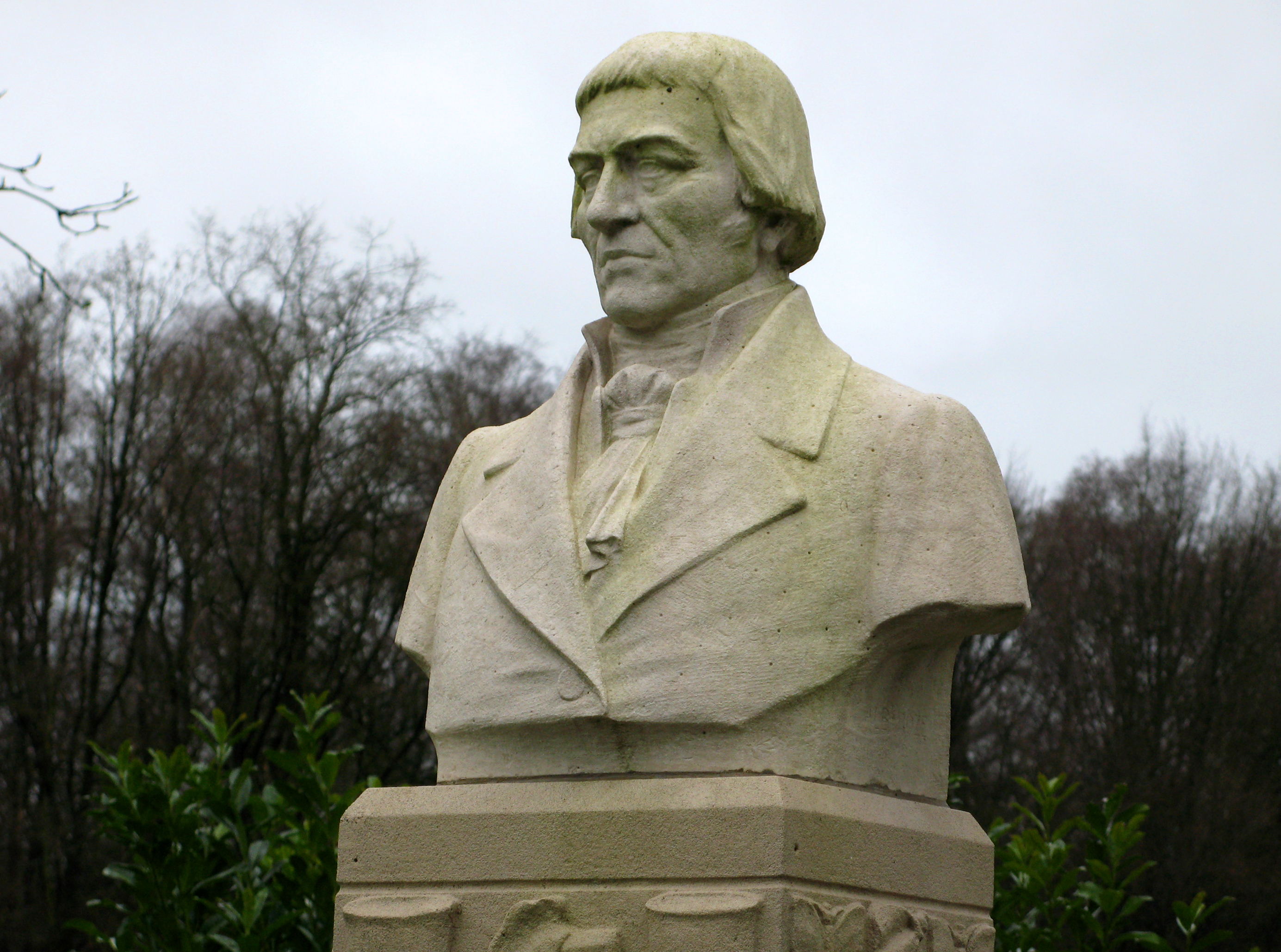
Monument de Bazentin

La piràmide de població per edats i sexe el 2009 era:
| Homes | Edats   | Dones |
| ----- | ------- | ----- |
| 0     | 95 o +  | 0     |
| 0     | 90 a 94 | 0     |
| 0     | 85 a 89 | 0     |
| 0     | 80 a 84 | 0     |
| 0     | 75 a 79 | 4     |
| 0     | 70 a 74 | 4     |
| 8     | 65 a 69 | 4     |
| 0     | 60 a 64 | 4     |
| 4     | 55 a 59 | 0     |
| 4     | 50 a 54 | 4     |
| 4     | 45 a 49 | 0     |
| 4     | 40 a 44 | 0     |
| 0     | 35 a 39 | 4     |
| 0     | 30 a 34 | 4     |
| 4     | 25 a 29 | 0     |
| 0     | 20 a 24 | 4     |
| 0     | 15 a 19 | 0     |
| 4     | 10 a 14 | 0     |
| 4     | 5 a 9   | 8     |
| 0     | 0 a 4   | 0     |

## Economia

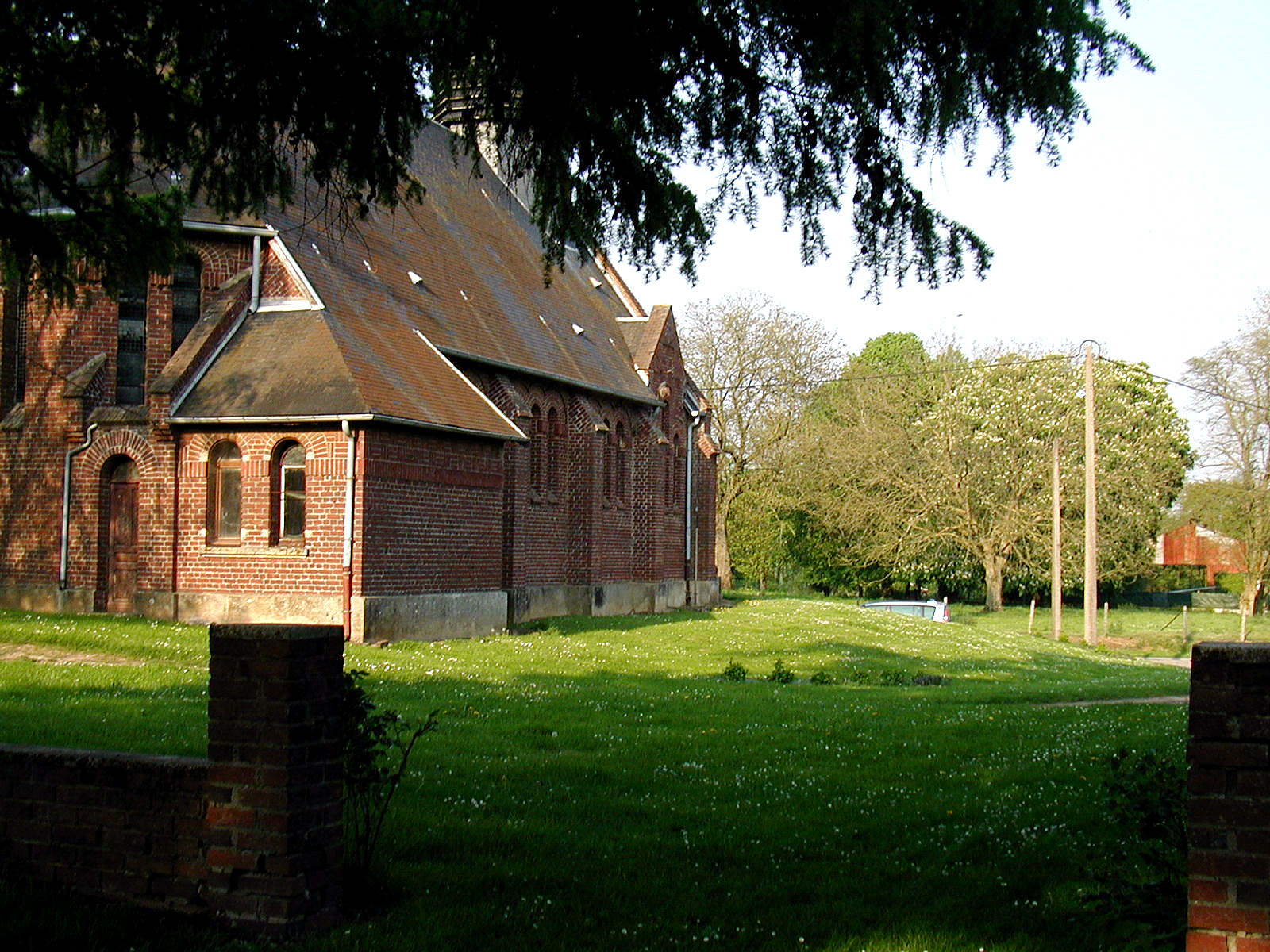
Església

El 2007 la població en edat de treballar era de 51 persones, 40 eren actives i 11 eren inactives. De les 40 persones actives 36 estaven ocupades (21 homes i 15 dones) i 4 estaven aturades (3 homes i 1 dona). De les 11 persones inactives 6 estaven jubilades i 5 estaven estudiant.
Activitats econòmiques
Dels 2 establiments que hi havia el 2007, 1 era d'una empresa de construcció i 1 d'una empresa classificada com a «altres activitats de serveis».
Dels 2 establiments de servei als particulars que hi havia el 2009, 1 era una fusteria i 1 perruqueria.
L'any 2000 a Bazentin hi havia 5 explotacions agrícoles que ocupaven un total de 810 hectàrees.

## Poblacions més properes
El següent diagrama mostra les poblacions més properes.